# Hydriomena niveifascia
Hydriomena niveifascia är en fjärilsart som beskrevs av Louis W. Swett 1916. Hydriomena niveifascia ingår i släktet Hydriomena och familjen mätare. Inga underarter finns listade i Catalogue of Life.